# 11ns Premis AVN
La cerimònia dels 11ns Premis AVN, organitzada per Adult Video News (AVN), va homenatjar pel·lícules pornogràfiques estrenades el 1993 i va tenir lloc el 8 de gener de 1994 al Bally's Hotel and Casino a Paradise (Nevada) a partir de les 19:45 pm PST / 10:45 p.m. EDT. Durant la cerimònia, AVN va lliurar els premis AVN en 78 categories. La cerimònia va ser produïda per Gary Miller. L'actor Randy West va presentar l'espectacle per tercera vegada; fou acompanyat per les actrius Summer Knight i Janine Lindemulder.
Justine: Nothing to Hide 2 va guanyar vuit premis, inclosos el de millor pel·lícula i millor director per Paul Thomas. Una comèdia, Haunted Nights, va guanyar sis premis, mentre que Hidden Obsessions i una pel·lícula gai, Romeo & Julian, van guanyar quatre cadascun.

## Guanyadors i nominats
Justine: Nothing to Hide 2 va liderar tots els nominats amb tretze nominacions; Whispered Lies en tenia dotze.
Els guanyadors es van anunciar durant la cerimònia de lliurament de premis el 8 de gener de 1994. Jonathan Morgan es va emportar a casa quatre estatuetes, la millor actuació que s'ha fet mai per un intèrpret masculí. El premi de Mike Horner al millor actor—pel·lícula el va empatar amb Eric Edwards com l'únic altre tres vegades guanyador del premi al millor actor.

### Premis principals

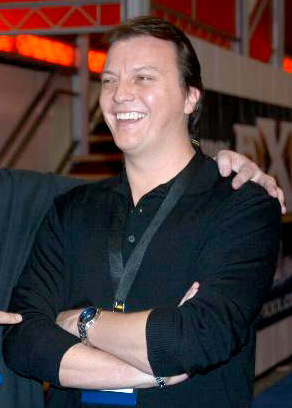
Jonathan Morgan, guanyador de l'Intèrpret Masculí de l'Any

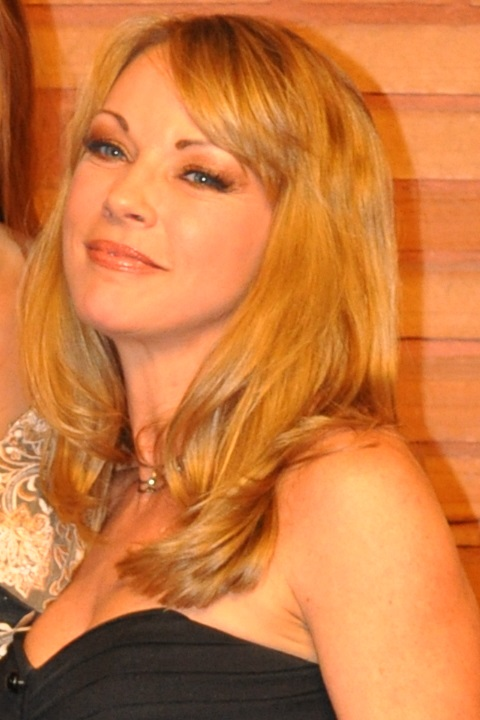
Shayla LaVeaux, guanyadora de la millor nova estrella

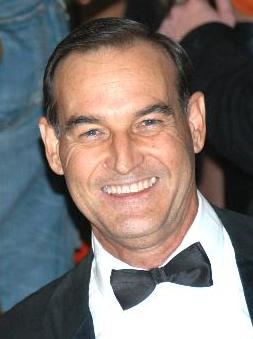
Mike Horner, guanyador del Millor Actor—Pel·lícula

Els guanyadors s'enumeren en primer lloc, es destaquen en negreta i s'indiquen amb una doble daga ().
| Millor pel·lícula | Millor pel·lícula rodada en vídeo |
| --- | --- |
| - Justine: Nothing To Hide 2 - American Garter - Black Orchid - Blonde Justice 1 & 2 - Hidden Obsessions - New Wave Hookers 3 - Sex 1 & 2 - Sorority Sex Kittens 1 & 2 - Things Change - Whispered Lies | - Haunted Nights - Arabian Nights - Cheerleader Nurses - County Line - The Creasemaster's Wife - Guilty By Seduction - Hungry, Part 1 - Night and Day - The Rehearsal - Slave to Love |
| Intèrpret Masculí de l'Any | Intèrpret Femenina de l'Any |
| - Jonathan Morgan - T. T. Boy - Jon Dough - Steve Drake - Mike Horner - Sean Michaels - Rocco Siffredi - Joey Silvera - Max Steiner - Marc Wallice | - Debi Diamond - Rebecca Bardoux - Celeste - Ashlyn Gere - Shayla LaVeaux - Leena - Tiffany Mynx - P. J. Sparxx - Crystal Wilder - Ona Zee |
| Millor nova estrella | Millor actor, vídeo gai |
| - Shayla LaVeaux - Celeste - Sarah Jane Hamilton - Janine - Dyanna Lauren - Leena - Brittany O’Connell - Lacy Rose - Sunset Thomas - Crystal Wilder | - Johnny Rey, Romeo & Julian - Chuck Barron, Honorable Discharge - Derek Cruise, A Few Fresh Men - Adam Hart, The Voyeur - Tom Katt, Body Search - Grant Larson, Romeo & Julian - Chris McKenzie, Honorable Discharge - Steve Regis, Sunsex Boulevard - Greg Ross, Total Corruption - Danny Sommers, Crossroads |
| Millor Actor—Pel·lícula | Millor Actriu—Pel·lícula |
| - Mike Horner, Justine: Nothing To Hide 2 - Jon Dough, New Wave Hookers 3 - Steve Drake, Anonymous - Mike Horner, Sex - Randy Spears, New Lovers - Marc Wallice, Endlessly - Marc Wallice, If These Walls Could Talk 1 & 2 | - Roxanne Blaze, Justine: Nothing To Hide 2 - Nikki Dial, Things Change 1 & 2 - Ashlyn Gere, New Lovers - Deidre Holland, Things Change 1 & 2 - Leena, Whispered Lies - Melanie Moore, If These Walls Could Talk 1 & 2 - Crystal Wilder, New Wave Hookers 3 - Ona Zee, Careless |
| Millor Actor—Vídeo | Millor Actriu—Vídeo |
| - Jonathan Morgan, The Creasemaster - T. T. Boy, Neutron Man - Jerry Butler, Puppy Love - Jon Dough, Endangered - Steve Drake, Guilty By Seduction - Mike Horner, Blinded By Love - Jonathan Morgan, Just My Imagination - Steven St. Croix, Arabian Nights - Rocco Siffredi, Frat Girls of Double Double D - Joey Silvera, County Line | - Leena, Blinded By Love - Debi Diamond, Nothing Personal - Dior, Songbird - Deidre Holland, Night and Day - Tiffany Million, The Creasemaster's Wife - Sierra, Slave To Love - P. J. Sparxx, Single White Nympho - Samantha Strong, Hungry, Part 1 - Crystal Wilder, Wilder At Heart - Ona Zee, A Portrait of Dorian |
| Millor actor secundari—Pel·lícula | Millor actriu secundària—Pel·lícula |
| - Steve Drake, Whispered Lies - T. T. Boy, Sorority Sex Kittens 1 & 2 - Nick East, Justine: Nothing to Hide 2 - Steven St. Croix, Blind Spot - Rocco Siffredi, New Wave Hookers 3 - Randy Spears, Centerfold | - Tianna, Justine: Nothing To Hide 2 - Alex Jordan, Blonde Justice 1 & 2 - Porsche Lynn, Centerfold - Tiffany Million, New Wave Hookers 3 - Brittany O’Connell, If These Walls Could Talk - P. J. Sparxx, Sex 2 - Tina Tyler, Careless |
| Millor actor secundari—Vídeo | Millor actriu secundària—Vídeo |
| - Randy Spears, Haunted Nights - Jamie Gillis, Slave to Love - Mike Horner, Surrogate Lover - Ron Jeremy, Puppy Love - Woody Long, Hungry, Parts 1 & 2 - Rocco Siffredi, County Line - Joey Silvera, Cheerleader Nurses - Joey Silvera, Frat Girls of Double Double D - Terry Thomas, You Bet Your Buns - Marc Wallice, Guilty By Seduction | - Porsche Lynn, Servin' It Up - Alexis DeVell, Hungry - Alex Jordan, Bare Market - Alex Jordan, Mindshadows 2 - Lynn LeMay, The Smart Ass Delinquent - Melanie Rowan, Anal Manor - Lana Sands, Carnal College 2 - Devon Shire, The Creasemaster's Wife - Nikki Sinn, Eclipse - Tina Tyler, Juranal Park |
| Millor Director—Pel·lícula | Millor Director—Vídeo |
| - Paul Thomas, Justine: Nothing To Hide 2 - Andrew Blake, Hidden Obsessions - Michael Craig, Jim Holliday; Sorority Sex Kittens 1 & 2 - Gregory Dark, New Wave Hookers 3 - Jean-Pierre Ferrand, Peter Davy; Whispered Lies - Michael Ninn, Black Orchid - Anthony Spinelli, Careless - Paul Thomas, Things Change | - Jim Enright, Haunted Nights - Michael Craig, Blinded By Love - Michael Craig, Guilty By Seduction - Gregory Dark, The Creasemaster's Wife - Alex de Renzy, Slave To Love - Wesley Emerson, Night and Day - Jim Enright, Jace Rocker; Arabian Nights - John Leslie, The Rehearsal - Frank Marino, Plan 69 From Outer Space - Paul Norman, Hungry, Part 1 - Anthony Spinelli, County Line |
| Millor pel·lícula All-Sex | Millor vídeo gai |
| - The Bottom Dweller - Bend Over Brazilian Babes - Bikini Beach - Boobarella - Deep Cheeks 4 - Pussyman 2 - Sodo-Mania 2: More Tails - Sodo-Mania 3 - Sodo-Mania 5 - Sodo-Mania 6 | - Abduction 2 & 3 - A Few Fresh Men - Crossroads - Hey Tony, What's The Story? - Honorable Discharge - Night Heat, Studio 2000 - Romeo & Julian - The Roommate - Sex Crimes - Total Corruption |
| Cinta més venuda de l'any | Millor cinta de lloguer de l'any |
| - Hidden Obsessions - Blonde Justice, Part 1 - Face Dance 1 & 2 - New Wave Hookers 3 - Sensual Exposure | - New Wave Hookers 3 - Blonde Justice, Part 1 - Face Dance, Parts 1 & 2 - Hidden Obsessions - Pussyman: The Search |
| Millor escena de sexe, pel·lícula (parella) | Millor escena de sexe, Vídeo (parella) |
| - Mike Horner, Roxanne Blaze; Justine: Nothing To Hide 2 - Jonathan Morgan, Lacy Rose; Black Orchid - Nikki Dial, Marc Wallice; Endlessly - Brittany O’Connell, Marc Wallice; If These Walls Could Talk - Roxanne Blaze, Nick East; Justine: Nothing To Hide 2 - Julia Ann, Aaron Colt; Les Femmes Erotique - Ashlyn Gere, Randy Spears; the closing scene, New Lovers - Debi Diamond, Marc Wallice; Sensual Exposure - P. J. Sparxx, Rocco Siffredi; Sex 2 - Leena, Steve Drake, Melanie Moore; Leena es transforma en l'escena de Melanie Moore, Whispered Lies | - T. T. Boy, Sierra; Bikini Beach, Part 1 - Leena, Mike Horner; Blinded By Love - Tanya Summers, Steve Drake; Breastman Does the Himalayas - Rocco Siffredi, Rossa; Deep Cheeks 4 - Debi Diamond, Jonathan Morgan; The Fury - Celeste, Woody Long; Haunted Nights - Jon Dough, Deidre Holland; Night and Day - Cody O’Connor, Rocco Siffredi; The Rehearsal - Brittany O’Connell, Randy Spears; Slave To Love |
| Millor escena de sexe, Vídeo (Grup) | Millor escena de sexe All-Girl, Vídeo |
| - Roxanne Blaze, Steven St. Croix, Crystal Wilder; A Blaze Of Glory - Lacy Rose, Sean Michaels, Jake Steed; double penetration scene, Anus and Andy - Carole Nash, the French Shoe Salesmen (Jamie Gillis and 5 others), Gangbang Girl 9 - Sunset Thomas, Peter North, Marc Wallice; Jezebel - 15-Person Orgy, Mindshadows 2 - Tabatha Cash, Anisa, Rocco Siffredi; New Ends 1 - Betty Gabor, Enny, Belakrouf Mirouane, Jan Hedin; pool table orgy scene, Private Video Magazine #2 - Beatrice Valle, Brittany O'Connell, Cash, Jalynn, Kitty Yung, Sierra, Peter North, Randy Spears, Sean Michaels, T. T. Boy, Marc Wallice, 1 more person; 12-Person Orgy, Slave To Love - Sierra, Cody O’Connor, Rocco Siffredi; Sodo-Mania 2: More Tails | - Felecia, Tianna, Sydney St. James, Lia Baren, Celeste; flashlight orgy scene, Buttslammers 2 - Summer Knight, Tawny; The Bottom Dweller - Bionca, Lacy Rose, Rebecca Bardoux; Buttslammers - Alex Jordan, Crystal Wilder; Cheerleader Nurses - Bionca, Sarah Jane Hamilton; Indecent Offer - Melanie Moore, Rebecca Bardoux; Seven Good Women - Brittany O’Connell, Carmel St. Clair; Sodo-Mania 4 - Alicia Rio, Bionca, Debi Diamond, Sarah Jane Hamilton; girls' oil orgy scene, Steam - Kiss, Tanya Foxx; Tails From The Zipper - Francesca Lé, Sierra; Waves of Passion |

### Guanyadors de premis addicionals
Aquests premis també es van anunciar a l'entrega de premis, en dos segments només per als guanyadors llegits per Angela Summers i Summer Knight.
- Millor vídeo all-girls: (All The Girls Are) Buttslammers[1]
- Millor escena de sexe All-Girl, pel·lícula: Janine, Julia Ann; the ice dildo scene, Hidden Obsessions
- Millor pel·lícula alternativa: Beach Babes From Beyond
- Millor cinta d'especialitat o pel·lícula alternativa: Satin and Lace 2
- Millor vídeo alternatiu: Sex on the Beach[3]
- Millor cinta amateur: New Cares, Hot Bodies 6: The Exchange Student, Part One: Favors
- Millor sèries amateurs: Amorous Amateurs
- Millor escena anal: Tiffany Mynx, Randy West, Kitty Yung; Sodo-Mania 5
- Millor cinta de temàtica anal: Anal Siege
- Millor direcció artística, pel·lícula (empat): Hidden Obsessions, Immortal Desire
- Millor direcció artística, vídeo: Haunted Nights
- Millor concepte Boxcover: Rocket Girls
- Millor fotografia: Andrew Blake, Hidden Obsessions
- Millor cinta de compilació: Buttwoman's Favorite Endings
- Millor muntatge, pel·lícula: Philip Christian, Immortal Desire
- Millor edició, vídeo: Kunga Sludge, The Creasemaster's Wife
- Millor sèrie explícita: Kink-O-Rama
- Millor llançament a l'estranger: Private Video Magazine, Volum 1
- Millor cinta de gonzo: Seymore Butts In Paradise
- Millor música: Let's Play Music, Les Femmes Erotique
- Millor director novell, pel·lícula: Flavio Paris, Butt-O-Rama
- Millor director nou, vídeo: Dale Lavi, Perpetual Tuesdays
- Millor actuació, pel·lícula o vídeo sense sexe: Jonathan Morgan, Haunted Nights
- Millor campanya de màrqueting global: American Garter, VCA Platinum
- Millor embalatge, pel·lícula: Whispered Lies
- Millor embalatge, especialitat: Dude Looks Like A Lady
- Millor embalatge, Vídeo (empat): Hungry, Part 1; Pussyman: The Search
- Millor cinta Pro-Am: More Dirty Debutantes 22
- Millor sèries Pro-Am: More Dirty Debutantes[1]
- Millor guió, pel·lícula: Raven Touchstone, Justine: Nothing to Hide 2[1]
- Millor guió, vídeo: Jace Rocker, Jonathan Morgan; Haunted Nights
- Millor escena de sexe, pel·lícula (Grup): Rocco Siffredi, Tiffany Million, Jon Dough, Lacy Rose, Crystal Wilder, Francesca Lé; New Wave Hookers 3
- Millor cinta especialitzada, Big Bust: Boobarella
- Millor cinta especialitzada, bondage: Vista a l'oceà de Kym Wilde
- Millor cinta especialitzada, un altre gènere: A Scent Of Leather
- Millor cinta especialitzada, Spanking: Defiance: Spanking and Beyond
- Millor interpretació tease: Tianna, Justine: Nothing To Hide 2
- Millor videografia: Kathy Mack, Joe Rock, Frank Marino; Pussyman 2[1]

PREMIS DE VÍDEO GAY
- Millor vídeo bisexual: Valley of the Bi Dolls
- Millor concepte de portada de caixa, vídeo gai: Hologram
- Millor director, vídeo bisexual: Josh Eliot, Valley of the Bi Dolls
- Millor director, vídeo gai: Sam Abdul, Romeo & Julian
- Millor edició, vídeo gai: Tab Lloyd, Total Corruption
- Millor vídeo d'especialitat alternativa gai: Male genital massage
- Millor llançament de vídeo alternatiu gai: Chi Chi LaRue's Hardbody Video Magazine
- Millor vídeo en solitari gai: Pumping Fever
- Millor música, vídeo gai: Michael Anton, Tom Alex, Sharon Kane; Romeo & Julian
- Millor nouvingut, vídeo gai: Zak Spears
- Millor actuació no sexual, vídeo gai: Gino Colbert, Honorable Discharge
- Millor embalatge, vídeo gai: Hologram
- Millor guió, vídeo gai: Jerry Douglas, Honorable Discharge
- Millor escena de sexe, vídeo gai: Johnny Rey, Grant Larson, Romeo & Julian
- Millor intèrpret secundari, vídeo gai: Zak Spears, Total Corruption
- Millor vídeo, vídeo gai: Todd Montgomery, Abduction 2 & 3[5]

### Premis AVN honoraris

#### Premi Especial Assoliment
- Bob Best, de Bon-Vue[1]
- Howie Wasserman, Paul Wisner, Bruce Walker, Ron Wasserman; Gourmet Video
- Susan Colvin, Don Browning, Christian Mann; Video Team/CPLC
- Michael Warner, Ron Zdeb; Great Western Litho
- Russell Hampshire, de VCA Pictures
- Marty Feig, of Las Vegas Video
- Sidney Niekerk, Jack Gallagher; Cal Vista Video[1][4]

#### Saló de la fama
Els nous membres del Saló de la Fama d'AVN per a l'any 1994 van ser: Buck Adams, Juliet Anderson, Bionca, Tiffany Clark, Lisa De Leeuw, Steve Drake, Harold Lime, Robert McCallum, Ed Powers, Janus Rainer, Mitchell Spinelli, Raven Touchstone

### Múltiples nominacions i premis
Entre les pel·lícules que van rebre més nominacions van ser: Justine: Nothing to Hide 2 amb 13, Whispered Lies amb 12 i Haunted Nights amb nou.
Les tretze pel·lícules següents van rebre diversos premis:
- 8 - Justine: Nothing To Hide 2
- 6 - Haunted Nights
- 4 - Hidden Obsessions, Romeo & Julian
- 2 - Abduction 2 & 3, Hologram, Honorable Discharge, Immortal Desire, New Wave Hookers 3, Total Corruption, Valley of the Bi Dolls, Whispered Lies, More Dirty Debutantes 22

## Presentadors i intèrprets
Les persones següents, per ordre d'aparició, van lliurar premis o interpretar números musicals. Les noies del trofeu de l'espectacle van ser Christina Angel i Felecia.

## Informació de la cerimònia

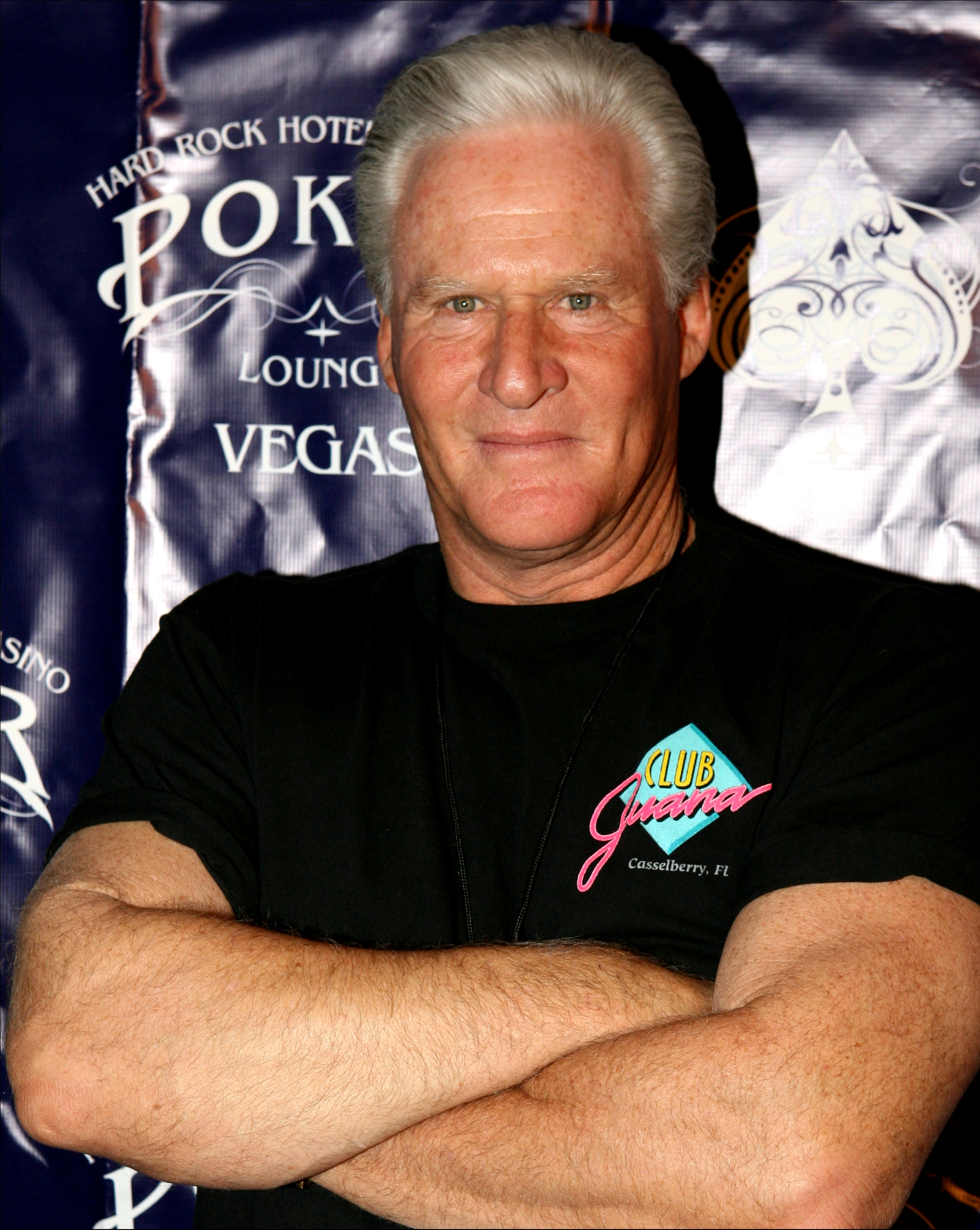
Randy West va presentar els 11ns premis AVN

L'actor Randy West va ser l'amfitrió de l'espectacle per tercer any consecutiu. La seva copresentadora de la primera meitat del programa va ser Janine Lindemulder, mentre que Summer Knight va ser co-presentadora de l'última meitat. Randy West va obrir el programa amb una cançó, "What Do You Call a Movie?", la lletra de la qual contenia títols d'unes 40 pel·lícules de l'any passat.
Diverses persones més van participar en la producció de la cerimònia. L'espectacle en directe va ser produït per Gary Miller mentre que la direcció musical va ser a càrrec de Mark J. Miller. També es va publicar una cinta VHS de l'espectacle que va ser comercializada per VCA Pictures, que va ser produït i dirigit per S. Marco Di Mercurio.
Just abans de la presentació del premi a la millor escena de sexe per a noies—vídeo, Shane va treure un anell de compromís al podi i va proposar matrimoni a la seva copresentadora Seymore Butts. Una Seymore Butts, sorpresa, va treure un anell de compromís de la butxaca i va dir que també tenia la intenció de proposar parella a Shane aquella nit, i després es va agenollar ràpidament per fer-ho.<ref. nom="VCA-VHS"/>
Aquest any hi va haver diverses categories noves, o categories dividides en dues entre pel·lícula i vídeo: Millor escena de sexe: pel·lícula (grup), Millor escena de sexe: pel·lícula (parella), Millor escena de sexe: pel·lícula (totes noies), Millor escena sexual. Escena—vídeo (grup), millor escena de sexe—vídeo (parella), millor escena de sexe—vídeo (totes noies), millor escena de sexe anal, millor direcció artística—pel·lícula, millor direcció artística—vídeo, millor sèrie explícita, millor estrangeria Estrena, Millor sèrie amateur, Millor sèrie Pro-Am, Millor estrena alternativa—vídeo, Millor estrena alternativa—pel·lícula, Millor llançament de vídeo alternatiu gai, Millor vídeo especialitzat alternatiu gai.
Hidden Obsessions fou anunciafs com la pel·lícula més venuda de l'any, mentre que New Wave Hookers 3 fou anunciada com la cinta més venuda de l'any.

## Enllaços exters
- Adult Video News Awards Arxivat January 19, 2009, a Wayback Machine. at the Internet Movie Database
- 0138997 /  Adult Video News Awards 1994  a Internet Movie Database (anglès)
- Adult Video News Awards 1994 a Internet Adult Film Database
- 1994 AVN Awards a l'Adult Film Database